# Litoporus uncatus
Litoporus uncatus là một loài nhện trong họ Pholcidae. Loài này được phát hiện ở Venezuela.